# Эмметт Браун
Доктор Э́мметт Ла́троп Бра́ун (англ. Emmett Lathrop Brown), также известный как Док Бра́ун, или просто Док — один из главных героев фантастической медиафраншизы «Назад в будущее», созданной Робертом Земекисом в 1985-1990 годах. Роль Эмметта исполнил американский актёр Кристофер Ллойд, который также исполнил роль Дока в видеосегментах мультсериала «Назад в будущее» и озвучил своего персонажа в игре 2010 года. В мультсериале Док говорил голосом актёра Дэна Кастелланеты. Второстепенный герой первого фильма, второй главный герой второго фильма и главный протагонист третьего фильма.

## До событий трилогии

### Биография
Эмметт Латроп Браун родился в Хилл-Вэлли, штат Калифорния, США, предположительно, в 1914 году.
Отец Эмметта — Эрхардт фон Браун, немец по происхождению, работал судьёй в главном судебном здании Хилл-Вэлли. У Эмметта не было никаких доступов к науке, однако в 13 лет под влиянием романов Жюля Верна юноша начал интересоваться наукой. А в 16 лет у Эмметта появилась даже собственная лаборатория. Отец Дока был против интереса к науке у своего сына, по поводу этого отец и сын очень часто ругались и спорили. Отец каждое утро говорил ему, что такое закон и чем он должен заниматься в будущем. Однако Док не послушал своего родителя и стал учёным.
В 1932 году в возрасте семнадцати лет, вдохновившись романом Жюля Верна «Путешествие к центру Земли» (опубликованным в 1864 году), Док решил прокопать туннель, но из этой затеи ничего не вышло.
Иногда создаётся впечатление, что Док — просто сумасшедший, но это не так: просто он настолько увлечён изобретательством, что порой не замечает того, что происходит вокруг. Поэтому у него почти нет друзей — за исключением Марти и Дженнифер.
На данный момент все известные сведения о жизни Дока до начала событий трилогии были взяты из альтернативных вариантов сценария и мультсериала. Многие поклонники трилогии считают, что выдуманный персонаж — Док Браун — может быть родственником реально существовавшего известного учёного Вернера фон Брауна.
О семье Дока известно немногое: его мать зовут Сарой Латроп. У Сары был брат Абрахам. Предки Дока по материнской линии живут в Хилл-Вэлли где-то с 1880-х годов, в то время как семья отца переехала в город в 1908 году, и «фамилия у них была "фон Браун"» — они сменили имя во время Первой мировой войны. Предположительно, они иммигрировали в США из Германской империи или Австро-Венгрии.
Также Роберт Земекис предположил, что в 1940-х годах Док осуществлял работу над Манхэттенским проектом — этот факт мог бы объяснить глубокие познания Дока в области ядерной физики и осведомлённость о возможностях плутония. В этот период Док учился в Калифорнийском университете в Беркли.
В DVD-комментариях к первому фильму Земекис и Гейл указали на тот факт, что на фургончике, из которого впервые появляется ДеЛореан, у магазина «Две сосны» можно заметить надпись «Dr. Emmett Brown Enterprises: Круглосуточный научный сервис!» («Dr E. Brown Enterprises: 24 Hr. Scientific Services.»). Судя по всему, этим и зарабатывает себе на жизнь Док. Боб Гейл говорит: «Если кому-то из жителей Хилл-Вэлли вдруг понадобится помощь в научном проекте или в чём-то ещё подобном — они знают, куда звонить».
Любимая фраза Дока «Святые угодники!» (англ. Great Scott). Док играет на альт-саксофоне, который можно заметить лежащим в его гараже во время начальных титров первого фильма. Также его любимым кинематографическим жанром является вестерн.

### Знакомство с Марти
В рамках трилогии и мультсериала никогда не рассказывалось, при каких именно обстоятельствах познакомились Марти и Док, хотя в первоначальной версии сценария упоминался 1983 год: Док предлагает Марти работу за 50 долларов в неделю, бесплатное пиво и доступ к раритетным музыкальным записям, если Марти наведёт порядок в гараже Дока.
Тем не менее, сценаристы Роберт Земекис и Боб Гейл отказались от этих разъяснений, ограничившись лишь комментарием, вроде «детей всегда интригуют странные люди, живущие по соседству». В фильме Марти и Док знакомятся в 1955 году, когда юноша появляется на пороге дома учёного и сообщает ему, что прибыл из будущего. Судя по всему, чтобы не изменить ход истории, Док скрыл факт знакомства с Марти от юноши, дабы всё развивалось своим чередом, и Марти, как ему и было предначертано, отправился в 1955 год, где чуть не помешал знакомству своих родителей, а значит поставил под угрозу своё существование.
В комиксах IDW история знакомства Дока и Марти наконец была рассказана: Марти на спор с хулиганом Нидлзом попытался проникнуть в гараж Дока, чтобы украсть у него лампочку для звуковой системы. Док поймал Марти в самодельную ловушку, поставленную для воров, но Марти ловко сумел оттуда выкрутиться. Впечатлённый Док предложил Марти работать у него ассистентом за небольшую плату, и Марти охотно согласился, тем более, что они явно друг другу понравились.

### Изобретение машины времени
В 50-е Док работал в качестве профессора в Университете Хилл-Вэлли. В это же период Док получает состояние своей семьи, которое тратит на свои научные проекты. 5 ноября 1955 года он загорается идеей создания машины времени после того, как, желая повесить часы, упал с унитаза и ударился головой о край умывальника. Когда Эмметт находился в бессознательном состоянии, к нему пришло видение т.н. «потокового накопителя», делающего возможными путешествия во времени.
Вскоре, однако, Док тратит всё своё состояние на постройку машины времени и теряет дом — шикарный особняк Браунов. Днём он работает в некой технической службе поддержки под названием «Dr. Emmett Brown Enterprises: Круглосуточный научный сервис!».
Чтобы закончить проект машины времени, Эмметт был вынужден сотрудничать с ливийскими террористами, но, обманув их, он сбежал с плутонием, необходимым в качестве энергетического топлива, необходимого для осуществления перемещения во времени. Его поступок привёл к тому, что прямо на глазах у Марти преступники расстреляли учёного у магазина «Две сосны». Спасаясь от преследования, Марти садится в ДеЛореан и перемещается в 1955 год, оставив тело учёного у фургона.
Позже по сюжету фильма выясняется, что Марти в 1955 году удалось предупредить Дока о таком трагическом варианте развития событий, и учёный предусмотрительно надел бронежилет к моменту атаки преступников, что спасло его от смерти.

## События трилогии

### Назад в будущее
Марти перемещается в 1955 год, где встречается со своими молодыми родителями и случайно своими действиями повреждает пространственно-временной континуум. Но там же и тогда же в Хилл-Вэлли 1955 года, Марти встречает молодого Эмметта Брауна, которому как раз в тот день пришла идея машины времени. Док помогает Марти исправить ошибки в прошлом и починить ДеЛореан.
Но единственный способ получить 1,21 гигаватта энергии в 50-е годы и вернуть Марти в своё время — это молния. Но как узнать куда и когда она ударит? Марти вспоминает, что через несколько дней молния ударит в часы мэрии Хилл-Вэлли…

### Назад в будущее 2
Когда Марти казалось, что уже всё хорошо: он со своей любимой девушкой Дженнифер, у него есть шикарная машина, его родители богаты — вдруг приезжает Док и говорит, что детей Марти и Дженнифер надо срочно спасать в 2015 году, пока они не натворят того, что суждено. Теперь ДеЛореан может летать, и герои летят в будущее…

### Назад в будущее 3
Из-за случайного удара молнии Эмметт на машине времени перемещается в 1885 год, когда он и Марти исправляют в 1955 возникшее альтернативное настоящее в 1985. Теперь Марти остался без машины времени в прошлом.
Док счастливо живёт на Диком Западе и работает кузнецом. 1 сентября 1885 Док отправляет Марти письмо, в котором рассказывает о своей жизни. Вскоре после этого он влюбляется в учительницу Клару Клейтон, но уже 7 сентября Бьюффорд «Бешеный пёс» Таннен убивает Дока из-за 80 долларов. С лошади Таннена, которую подковывал Док, слетела подкова, и Таннен упал с лошади, разбив бутылку виски. Док отказался возвращать бандиту деньги, поскольку тот не заплатил ему за работу, и в результате получает пулю.
Но в этом же времени есть Эмметт Браун, который только что отправил другого Марти в 1985 с помощью удара молнии. И он единственный, кто может помочь не только Марти, но и самому себе из будущего.

## The Game

Юный Эмметт Браун в 1931 году

### Эпизод 1
Попав в 1931 год, Док назвался именем Карла Сагана — учёного-астрофизика.

### Эпизод 2
Марти начинает исчезать. Док понял, что делу грозит опасность и спасает его. К сожалению, семья Таненнов становится богатой. После исправления этой реальности, Док исчезает и появляется «Первый гражданин Браун»

### Эпизод 3
Марти видит Хилл-Вэлли. Док не женился на Кларе Клейтон. Марти внушает Доку, что он изобрёл машину времени. Дав ему записную книжку альтернативной версии Дока, Док понял, что изобрёл её, но Эдна Стрикленд им мешает.

### Эпизод 4
Марти с Доком выбрались и возвращаются в 1931 год.

### Эпизод 5
Помешав молодому Доку сделать Хилл-Вэлли другим, Док (другого Хилл-Вэлли) исчезает. Молодому Доку Марти даёт газету. Неожиданно появляется нормальный Док. Узнав об этом, Эдна украла машину. Хилл-Вэлли пропадает. Док с Марти попадают в 1876 год и мешают Эдне, которая потом, в 1931 году попадает в тюрьму. В 1986 году в семье МакФлаев все хорошо. Эдна и Кид Таннен женаты. В конце появляется третий Марти. Эпизод оканчивается надписью «Продолжение следует».

### Возможное продолжение
Финал игровой серии заканчивается подобно первому фильму: из будущего в 1986 поочерёдно прибывают три версии Марти МакФлая, каждый из которых уверяет, что в их реальности в жизни Марти и Дженнифер возникли серьёзные проблемы. Титры эпизода заканчиваются фразой «Продолжение следует…».
Дизайнер Дэйв Гроссман из компании Telltale Games подтвердил, что существует огромная вероятность продолжения игры, так как поклонники и студия Universal Studios, с которой Telltale заключили эксклюзивный контракт на производство игр по мотивам франшиз студии, остались довольны получившимся результатом. Однако, в октябре 2018 года компания была упразднена.

## Другие появления

### Аттракцион
Хотя события, рассказанные в видео-хрониках аттракциона «Back to the future: The Ride» нельзя считать каноничными, из них становятся известны некоторые подробности жизни семейства Браун: они вернулись в XX век и поселились в Хилл-Велли в 1991 году, где Док открыл «Научно-Исследовательский институт Будущих технологий» (англ. Institute Of Future Technology). Он модифицировал ДэЛориан, сделав её 8-местной машиной, которая вскоре попадает в руки Биффа Таннена, а посетители аттракциона наблюдают за развитием сюжета, помогая Доку преследовать Биффа, перемещаясь во времени на другой машине времени. Аттракцион был открыт в парках «Universal Studios» в Голливуде, Флориде и Японии. Аттракционы Голливуда и Флориды закрылись в марте и сентябре 2007 года соответственно, на их месте открыли аттракцион «The Simpsons: The Ride» в мае 2008. Аттракцион в Японии был закрыт в мае 2016.

### Мультсериал
О том, что произошло с Доком после событий трилогии, рассказывается в мультсериале, в центре событий которого — молодое семейство Браунов, вернувшихся в Хилл-Вэлли. У Дока и Клары много забот — мало того, что надо следить за тем, чтобы ДэЛориан и Паровоз времени не попали в плохие руки, так ещё их маленькие сыновья Жюль и Верн так и норовят напроказить. Мультсериал примечателен тем, что в начале и конце каждого из эпизодов появляется Кристофер Ллойд в образе Доктора Брауна и ставит научный эксперимент, тема которого так или иначе связана с событиями конкретной серии. В отличие от фильмов трилогии, сериал ориентирован на детскую аудиторию, так как является развлекательно-познавательной телепередачей.
Также из мультсериала зрители узнают много подробностей из жизни персонажей. К примеру, в 50-х годах Док увлекался реслингом, хотя не одержал ни одной победы. Когда он учился в колледже, с ним произошёл неприятный случай: его сосед по комнате мистер Уиздом украл научный проект Эмметта и получил первый приз на научной ярмарке. Кроме того, Док играл в бейсбольной команде в своём колледже — у него это отлично получалось, его даже прозвали «Коброй» за его грациозность и ловкость в игре. В одной из серий становится известно, что у Дока есть дядя Оливер, проживающий в Милуоки, штат Висконсин. Ещё совсем юный Док ездил к нему каждое лето на каникулы.

### The Simpsons: The Ride
Отдавая дань уважения классическому аттракциону, авторы «The Simpsons: The Ride» создали небольшое видео с камео-появлением Дока Брауна, которого озвучил Кристофер Ллойд. Интересно, что Дэн Кастелланета (голос Гомера Симпсона) озвучил Эмметта Брауна в мультсериале «Назад в будущее» 1991 года.

### Прочее
- Персонаж Эмметта Брауна появился в видеоклипах «The Power Of Love» (группы Huey Lewis and the News) и «Doubleback» (группы ZZ Top)
- Единственное появление Дока в качестве управляемого персонажа в видеоиграх по мотивам трилогии — в игре «Back to the Future III» для приставок Sega. Док появляется лишь в первом уровне, где он едет верхом, уворачиваясь от пуль и птиц, а также перепрыгивая препятствия. Цель игрока — спасти Клару от падения в ущелье.
- В 2011 году Кристофер Ллойд снялся в роли Дока в рекламном ролике для магазинов «Argentine Electronics Store Garbarino» (Аргентина).
- В сентябре того же года, Ллойд появился в рекламном ролике аукциона eBay, на котором продавалась эксклюзивная серия кроссовок Nike Mag, выпущенных в количестве 1500 пар — модель стала копией той, что носил Марти в 2015 году. Все доходы от продаж аукциона отправлялись в фонд Майкла Джей Фокса по борьбе с болезнью Паркинсона[7].
- В 2014 году камео в фильме «Миллион способов потерять голову» — главный герой встречает его и ДеЛореан в сарае в 1882 году. И Док ссылается на метеоэксперимент.
- В феврале 2020 года в Манчестерском оперном театре в Великобритании состоялась премьера сценической музыкальной адаптации первого фильма с Роджером Бартом в роли Дока Брауна[8]. Постановка была вынуждена досрочно закрыться из-за закрытия площадок для выступлений в начале пандемии COVID-19[9], но она была возобновлена для показа в Театре Адельфи с августа 2021 года, когда Барт повторял роль Дока Брауна[10].
- Док — прототип Рика Санчеса в комедийном мульсериале «Рик и Морти».

## Влияние на поп-культуру
- В своей речи президент США Рональд Рейган процитировал Эмметта Брауна, сказав «Там, куда мы направляемся, дороги нам не нужны…», говоря о своих реформах[11].
- Цитата Дока «Если приложить голову — можно добиться чего угодно» (англ. If you put your mind to it, you can accomplish anything) попала в список «100 ценных советов из кинофильмов» еженедельного журнала ShortList[англ.][12].
- В 2008 году журнал Empire поместил доктора Эмметта Брауна на 20-м месте в списке величайших киногероев всех времён[13].
- В 2011 году певица Бритни Спирс в шутку назвала Эмметта Брауна своим самым любимым учёным в реалити-шоу «I Am FIRST: Science is Rock and Roll».
- В 2014 в книге «Первому игроку приготовиться» Эрнеста Клайна несколько раз происходит упоминание фильма и машины Делореан.